# Drepanogynis chromatina
Drepanogynis chromatina là một loài bướm đêm trong họ Geometridae.